# Kearns
Kearns és una concentració de població designada pel cens dels Estats Units a l'estat de Utah. Segons el cens del 2000 tenia 33.659 habitants.

## Demografia
Segons el cens del 2000, Kearns tenia 33.659 habitants, 9.203 habitatges, i 7.932 famílies. La densitat de població era de 2.701,8 habitants per km².
Dels 9.203 habitatges en un 54,1% hi vivien nens de menys de 18 anys, en un 67,3% hi vivien parelles casades, en un 13,1% dones solteres, i en un 13,8% no eren unitats familiars. En el 10,5% dels habitatges hi vivien persones soles el 3,7% de les quals corresponia a persones de 65 anys o més que vivien soles. El nombre mitjà de persones vivint en cada habitatge era de 3,65 i el nombre mitjà de persones que vivien en cada família era de 3,88.
Per edats la població es repartia de la següent manera: un 37,2% tenia menys de 18 anys, un 11,2% entre 18 i 24, un 32% entre 25 i 44, un 13,4% de 45 a 60 i un 6,3% 65 anys o més.
L'edat mediana era de 26 anys. Per cada 100 dones de 18 o més anys hi havia 100,2 homes.
La renda mediana per habitatge era de 45.711 $ i la renda mediana per família de 46.598 $. Els homes tenien una renda mediana de 31.444 $ mentre que les dones 22.838 $. La renda per capita de la població era de 14.110 $. Entorn del 5,1% de les famílies i el 7,1% de la població estaven per davall del llindar de pobresa.

## Poblacions més properes
El següent diagrama mostra les poblacions més properes.